# Subsecretaría de Derechos Humanos de Chile
La Subsecretaría de Derechos Humanos de Chile (S.S. D.D. H.H) es la subsecretaría de Estado, dependiente del Ministerio de Justicia y Derechos Humanos, cuya función es prestar asesoría y colaboración directa al ministro de Justicia y Derechos Humanos en el diseño y elaboración de las políticas, planes y programas relativos a la promoción y protección de los derechos humanos. Desde el 2 de agosto de 2024, la subsecretaria respectiva es Daniela Quintanilla, actuando bajo el gobierno de Gabriel Boric.
El subsecretario de Derechos Humanos es el jefe superior de la Subsecretaría de Derechos Humanos y colaborador inmediato del ministro del ramo en las materias de su competencia y, en caso de ausencia o inhabilidad del subsecretario de Justicia, su subrogante legal.

## Historia
La Subsecretaría de Derechos Humanos fue creada el año 2016, mediante la ley 20.885, promulgada por la presidenta Michelle Bachelet el 16 de diciembre de 2015 y publicada en el Diario Oficial el 5 de enero de 2016, con la finalidad de coordinar y desarrollar una mirada transversal y sistemática, dentro del Gobierno, para dar cumplimiento a los desafíos en materia de derechos humanos.
De acuerdo a las disposiciones transitorias de la ley que crea esta subsecretaría —ley 20.885—, dentro del plazo de un año contado desde la fecha de publicación de esta —es decir, hasta enero de 2017—, la presidenta Bachelet debe establecer, mediante uno o más decretos con fuerza de ley, expedidos por intermedio del Ministerio de Justicia y Derechos Humanos, los que también deben ser suscritos por el ministro de Hacienda y por el ministro del Interior y Seguridad Pública, cuando corresponda, las normas necesarias fijar la fecha en que entrará en funcionamiento la Subsecretaría de Derechos Humanos y fijar sus plantas de personal y la fecha de entrada en vigencia de la planta de personal y de los encasillamientos que se practiquen.
Sin perjuicio de lo anterior, partir de la fecha de publicación de la ley 20.885, la presidenta quedó en facultad de nombrar al subsecretario de Derechos Humanos para efectos de la instalación de la nueva Subsecretaría. Dicho nombramiento fue realizado el 11 de septiembre de 2016, cuando Bachelet designó como primera subsecretaria de la cartera a Lorena Fries.

## Funciones
Le corresponde a la Subsecretaría de Derechos Humanos:
- Proponer al ministro de Justicia y Derechos Humanos el diseño y elaboración de políticas, planes, programas y estudios referidos a la promoción y protección de los derechos humanos, y colaborar en el fomento y desarrollo de dichas políticas, planes, programas y estudios.
- Promover la elaboración de políticas, planes y programas en materia de derechos humanos en los órganos de la Administración del Estado, prestándoles asistencia y coordinación técnica.
- Elaborar y proponer el «Plan Nacional de Derechos Humanos», y presentarlo al Comité Interministerial de Derechos Humanos. Asimismo, debe coordinar su ejecución, seguimiento y evaluación con los demás ministerios, requiriendo la información que sea necesaria.
- Asistir al ministro de Justicia y Derechos Humanos en el estudio crítico del derecho interno, con la finalidad de proponer al presidente de la República las reformas pertinentes para adecuar su contenido a los tratados internacionales en materia de derechos humanos ratificados por Chile y que se encuentren vigentes.
- Prestar asesoría técnica al Ministerio de Relaciones Exteriores en los procedimientos ante los tribunales y órganos internacionales de derechos humanos.
- Colaborar con el Ministerio de Relaciones Exteriores en la elaboración y seguimiento de los informes periódicos ante los órganos y mecanismos de derechos humanos, en la ejecución de medidas cautelares y provisionales, soluciones amistosas y sentencias internacionales en que Chile sea parte, y en la implementación, según corresponda, de las resoluciones y recomendaciones originadas en el Sistema Interamericano y en el Sistema Universal de Derechos Humanos, sin perjuicio de las atribuciones de otros órganos del Estado.
- Diseñar, fomentar y coordinar programas de capacitación y promoción de los derechos humanos para funcionarios de la Administración del Estado, en particular, los integrantes de las Fuerzas Armadas, de Orden y Seguridad Pública, y de Gendarmería de Chile. Asimismo, debe propender a la celebración de acuerdos de cooperación con los otros órganos del Estado, destinados a la promoción y capacitación en materias relativas a los derechos humanos.
- Generar y coordinar instancias de participación y diálogo con organizaciones ciudadanas y con la sociedad civil en general, respecto de la adopción de políticas, planes y programas en materia de derechos humanos, con el objeto de promover y garantizar el respeto efectivo de los derechos humanos en los diferentes ámbitos del quehacer nacional, tomando en consideración y, en su caso, remitiendo a las instancias competentes las peticiones que éstas les formulen. Lo anterior, sin perjuicio de las competencias que le corresponden al Ministerio de Relaciones Exteriores en cumplimiento de las obligaciones internacionales de Chile en materia de derechos humanos.
- Ejercer las labores de Secretaría Ejecutiva del Comité Interministerial de Derechos Humanos.
- Celebrar convenios de colaboración y cooperación con organismos públicos y privados, nacionales o internacionales, dentro del ámbito de sus competencias.
- Cumplir las demás funciones que le confieren las leyes o que le sean delegadas, en el ámbito de su competencia.

Las atribuciones en materia de derechos humanos la legislación ha entregado a la Subsecretaría de Derechos Humanos no excluyen las facultades que tengan, también en lo relativo a estos derechos y en sus respectivas áreas, los demás órganos que integran la administración pública ni aquellas establecidas en la ley N° 20.405, que crea el Instituto Nacional de Derechos Humanos (INDH), y sus normas complementarias.

## Estructura
La Subsecretaría de Derechos Humanos está compuesta de la siguiente manera:
- División de Administración y Finanzas
  - Unidad de Gestión y Desarrollo de Personas
  - Unidad de Gestión Financiera y Servicios Generales
    - Contabilidad y Presupuesto
    - Adquisiciones y Servicios Generales

  - Unidad de Análisis y Tesorería
- División de Promoción
  - Unidad de Formación y Capacitación
  - Unidad de Políticas Públicas
- División de Protección
  - Unidad de Análisis Normativo
  - Unidad de Sistemas Internacionales de Protección
- Unidad de Programas de Derechos Humanos
  - Área Jurídica
  - Área Social
  - Área Memoria Histórica
  - Área Archivo y Documentación
  - Área Investigación Administrativa

## Subsecretarias/os
| Retrato | Subsecretario/a            | Partido | Partido | Inicio                   | Final               | Presidente/a | Presidente/a               |
| ------- | -------------------------- | ------- | ------- | ------------------------ | ------------------- | ------------ | -------------------------- |
|         | Lorena Fries Monleón       |         | PS      | 11 de septiembre de 2016 | 11 de marzo de 2018 |              | Michelle Bachelet Jeria    |
|         | Lorena Recabarren Silva    |         | Evópoli | 11 de marzo de 2018      | 11 de marzo de 2022 |              | Sebastián Piñera Echenique |
|         | Haydee Oberreuter Umazabal |         | Ind.    | 11 de marzo de 2022      | 10 de marzo de 2023 |              | Gabriel Boric Font         |
|         | Xavier Altamirano Molina   |         | Ind.-PS | 10 de marzo de 2023      | 2 de agosto de 2024 |              | Gabriel Boric Font         |
|         | Daniela Quintanilla Mateff |         | Ind.    | 2 de agosto de 2024      | En el cargo         |              | Gabriel Boric Font         |